# David Sencar
David Sencar (* 29. Jänner 1984 in Leoben) ist ein ehemaliger österreichischer Fußballspieler auf der Position eines Mittelfeldspielers und nunmehriger -trainer.

## Karriere

### Als Spieler
Sencar begann seine Karriere in der Jugendabteilung des DSV Leoben. 2003 kam er zum Grazer AK und deren erste Mannschaft. Sein Debüt in der Bundesliga gab Sencar im Meisterjahr des GAK im Jahre 2004. Am 14. April 2004 wurde er in der 79. Minute gegen den FC Kärnten für Roland Kollmann eingewechselt. Im Jahre 2005 wechselte Sencar zur Kapfenberger SV; zuerst leihweise, dann als fixer Einkauf. In der Saison 2007/2008 schaffte er mit den Falken den Aufstieg in die höchste Spielklasse Österreichs. Sencar war wichtiger Bestandteil des Teams beim Aufstieg. Sein erstes Bundesligator erzielte er am 27. Juli 2008 gegen den FC Red Bull Salzburg. Er erzielte den 1:0-Führungstreffer; das Spiel endete in einem 1:1-Remis. Zu Saisonende 2011/12 musste er mit Kapfenberg wieder in die Zweitklassigkeit absteigen.
Nach über 300 Pflichtspielen im Dress der KSV wechselte er im Sommer 2014 zum Ligakonkurrenten TSV Hartberg. Nachdem er mit Hartberg in die Regionalliga abgestiegen war, schloss er sich dem Regionalligisten First Vienna FC an.
Zur Saison 2016/17 kehrte er zum Zweitligisten Kapfenberger SV zurück. Nach 111 weiteren Zweitligaspielen für die Steirer beendete er während der laufenden Saison 2019/20 im Mai 2020 seine Profikarriere und wurde Co-Trainer bei der KSV. Ab der Saison 2020/21 sollte er schließlich für die fünftklassige Zweitmannschaft der Kapfenberger spielen. Allerdings blieb er neben seiner Trainertätigkeit auch als Spieler im Profikader. In der Saison 2020/21 kam er allerdings nicht mehr zum Einsatz.

### Als Trainer
Ab der Saison 2021/22 war er nur noch im Trainerstab der Steirer geführt. Nach dem Rücktritt von Vladimir Petrović wurde er im August 2022 Cheftrainer. Nach acht Spielen als Cheftrainer, in denen die KSV aber sieglos blieb, wurde Sencar im Oktober 2022 durch Abdulah Ibraković ersetzt und dessen Co-Trainer.

## Erfolge
- 1× österreichischer Bundesliga-Meister: 2004
- 1× österreichischer Zweitligameister: 2007/2008 (Erste Liga)